# アレクサンドル・ボルコフ (テニス選手)
アレクサンドル・ボルコフ（Alexander Volkov, ロシア語: Алекса́ндр Влади́мирович Во́лков, 1967年3月3日 - 2019年10月19日 ）は、ロシア・カリーニングラード出身の男子プロテニス選手。主に1990年代前半に活動し、1993年の全米オープンで男子シングルスのベスト4に入った選手である。シングルス自己最高ランキングは14位。ATPツアーでシングルス3勝を挙げたが、準優勝が8度あった。男子テニス国別対抗戦・デビスカップでも、ソビエト連邦時代から国の代表選手を務め、ソビエト連邦の崩壊後はロシア代表として活躍した。身長187cm、体重79kg。左利きの選手。

## 来歴
ボルコフは10歳からテニスを始め、1986年に「ソビエト連邦選手権」（USSR National Championships）で準優勝したことがある。1987年のウィンブルドンで4大大会にデビューした時、ボルコフは世界ランキング503位であったが、予選3試合を勝ち抜いた後、初めての本戦でいきなりアンダース・ヤリードとの4回戦に進出した。翌1988年、ボルコフはオリンピックのソ連代表選手として1988年ソウル五輪出場を果たす。その後1991年にソビエト連邦の崩壊が起こり、カリーニングラード生まれのボルコフは「ロシア」国籍の選手になった。彼は1992年全米オープンで初めてのベスト8に勝ち上がったが、ここでは第3シードのピート・サンプラスに 4-6, 1-6, 0-6 のストレートで完敗している。
1993年の全米オープンで、アレクサンドル・ボルコフは第14シードから勝ち進み、ロシア出身の男子テニス選手として史上初の全米4強進出を果たした。ボルコフは2年連続の進出となった準々決勝で、オーストリアのトーマス・ムスターを 7-6, 6-3, 3-6, 2-6, 7-5 のフルセットで破り、ロシア人選手としての初舞台に進んだが、準決勝でまたもやピート・サンプラスに 4-6, 3-6, 2-6 のストレートで敗れ、決勝進出はならなかった。翌年の1994年全米オープンでは1回戦でカレル・ノバチェクに敗れ、ボルコフは世界ランキングを大幅に落としてしまう。
ボルコフはキャリアを通じて、男子ツアーでシングルス3勝を挙げたが、8度の準優勝がある。最後の決勝進出は、1997年1月の中国・上海大会であった。彼の最後の男子ツアー大会出場は、同年にモスクワで開催された「クレムリン・カップ」で、シングルス・ダブルスとも1回戦敗退に終わった。現役最後の試合は1998年デビスカップの「ワールドグループ・プレーオフ」対日本戦（9月25日-27日、大阪・うつぼ公園で開催）であったが、ロシアが日本を「3勝1敗」で退けた後、ボルコフは勝敗決定後の最終第5試合で、本村剛一との試合を 3-6 （第1セット終了）のみで棄権している。
引退後は指導者として活動、マラト・サフィンのコーチを務めたこともある。
2019年10月19日52歳で死去した。